# Malagoniella coerulea
Malagoniella coerulea là một loài bọ cánh cứng trong họ Bọ hung (Scarabaeidae).